# Robert Branks Powell
Robert Branks Powell (* 2. April 1881 in Victoria, British Columbia; † 28. April 1917 bei Vimy, Frankreich) war ein kanadischer Tennisspieler.

## Leben
Powell war von 1900 bis 1904 Privatsekretär des Vizegouverneurs von British Columbia, Henri-Gustave Joly de Lotbinière. 1904 nahm er eine Stelle beim Gouverneur der Fidschi-Inseln an, 1905 und 1906 arbeitete er für die Westpazifische Hohe Kommission. 1909 schloss er ein Jurastudium ab.
Powell lernte von seinem Vater das Tennisspiel. Unter anderem gewann er mehrfach die Meisterschaften von British Columbia und der Fischi-Inseln (1905, 1906) sowie in Europa die schottischen Meisterschaften und die Meisterschaften von Sussex. Bei den Wimbledon Championships erreichte er 1908 das Halbfinale, unterlag dort jedoch dem späteren Sieger Arthur Gore mit 8:10, 4:6 und 2:6. Im Doppel konnte er im Jahr darauf an der Seite von Kenneth Powell ebenfalls ins Halbfinale vorstoßen, das allerdings gegen Stanley Doust und Harry Alabaster Parker verloren ging. In den Jahren 1913 und 1914 spielte er darüber hinaus für die kanadische Davis-Cup-Mannschaft im Davis Cup. 1913 kam Kanada unter ihm als Kapitän bis ins Finale des Davis Cup, ein Ergebnis, das dem Land seitdem nicht mehr gelang.
Powell nahm am Rasenturnier der Olympischen Spiele 1908 in London teil. Er war dabei Kapitän der kanadischen Delegation. Im Einzel erreichte er die dritte Runde, im Doppel musste er sich an der Seite von John F. Foulkes bereits im ersten Spiel den Briten Walter Cecil Crawley und Kenneth Powell geschlagen geben.
Nach Ausbruch des Ersten Weltkriegs wurde Powell Oberleutnant im 48. kanadischen Infanteriebataillon. Er fiel am 28. April 1917 in Nordfrankreich im Alter von 36 Jahren.